# 禹州文庙
禹州文庙位于中华人民共和国河南省禹州市，始建于元朝，在明、清两朝为禹州 (古代)的文庙和州学，其大成殿在2000年被公布为第三批河南省文物保护单位。

## 历史
根据乾隆十二年《禹州志》记载，禹州的州学建于金贞元年间（1153-1156年），最初位于州治东北，后毁于兵燹。元朝至元二十三年（1286年），州尹王显祖移建于州治西南，即现址。明弘治七年（1494年）、嘉靖三十九年（1560年）、天启元年（1621年）多次重修，但明末又毁于兵乱。清初重建，顺治十八年（1661年）、康熙二十八年（1689年）、康熙五十六年（1717年）、雍正元年（1723年）、雍正十二年（1734年）多次修葺增建。由于后世不断破坏，原有建筑仅有大成殿得以留存。2018年，禹州市政府对文庙进行修复，重建了照壁、棂星门、戟门等建筑。同时在施工中还挖出了埋在地下的泮池和泮桥。

## 大成殿
大成殿坐北朝南，面阔七间，进深四间，单檐歇山顶，覆绿色琉璃瓦。檐下施三踩单昂斗拱，昂较为扁瘦，稍显三角状，呈现明代建筑的特点。前檐各平身科坐斗皆为圆形瓜楞斗，其他斗拱的坐斗为方形。前后檐的明间施平身科两攒，其他各间施一攒。殿内采用减柱造，减去四根金柱，扩大了明间和次间的空间。

## 图集

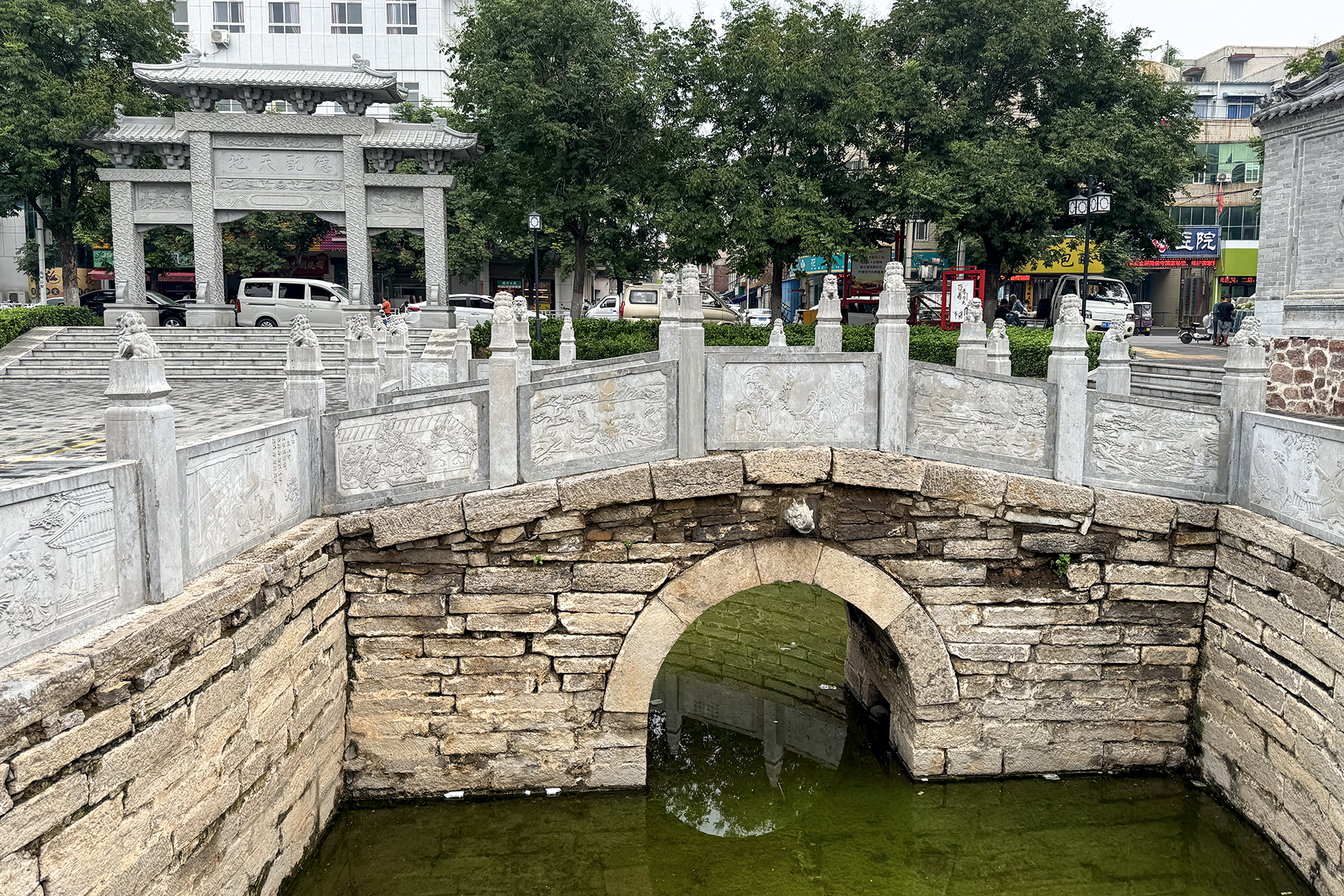
2018年挖出并修复的泮池
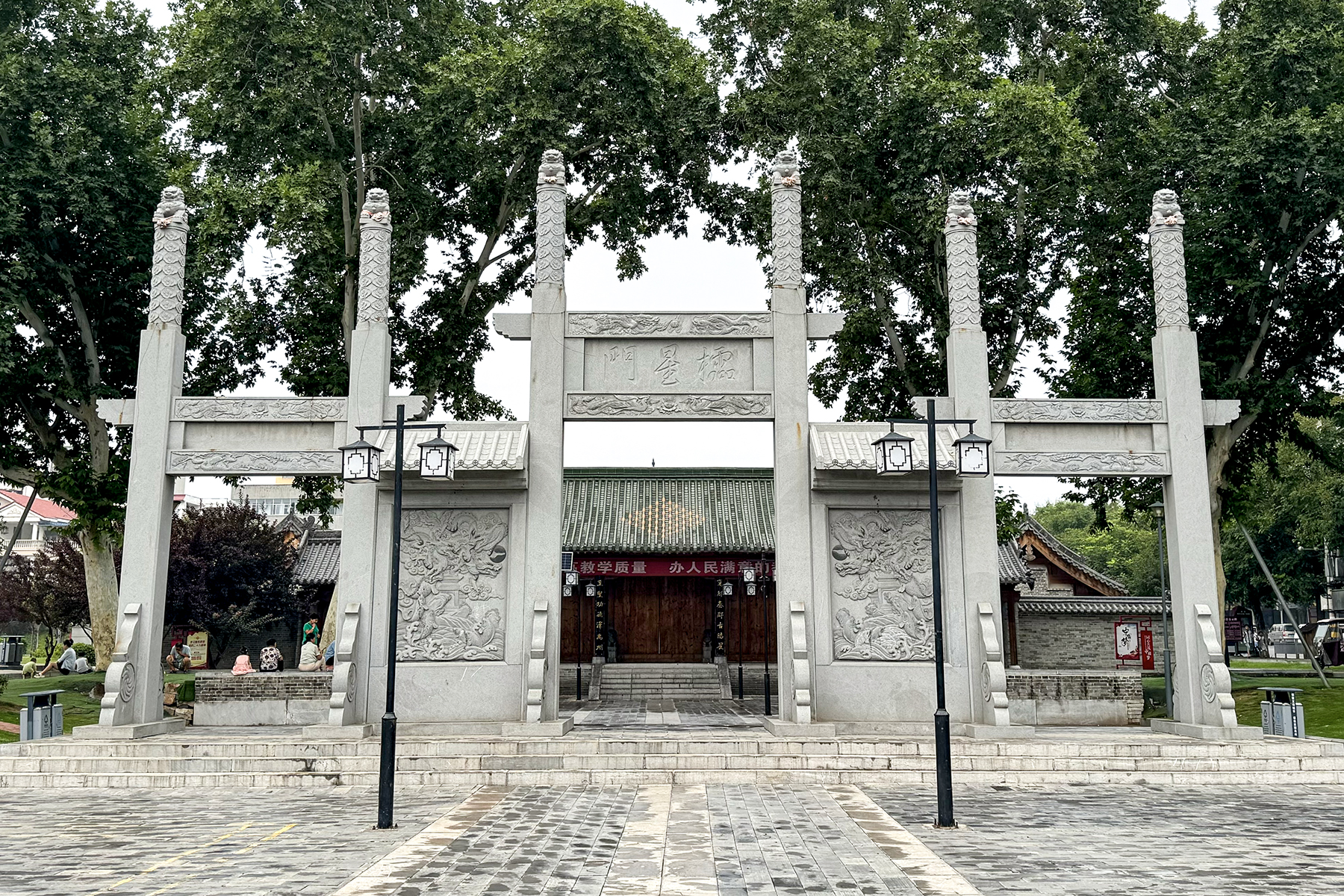
重建后的棂星门
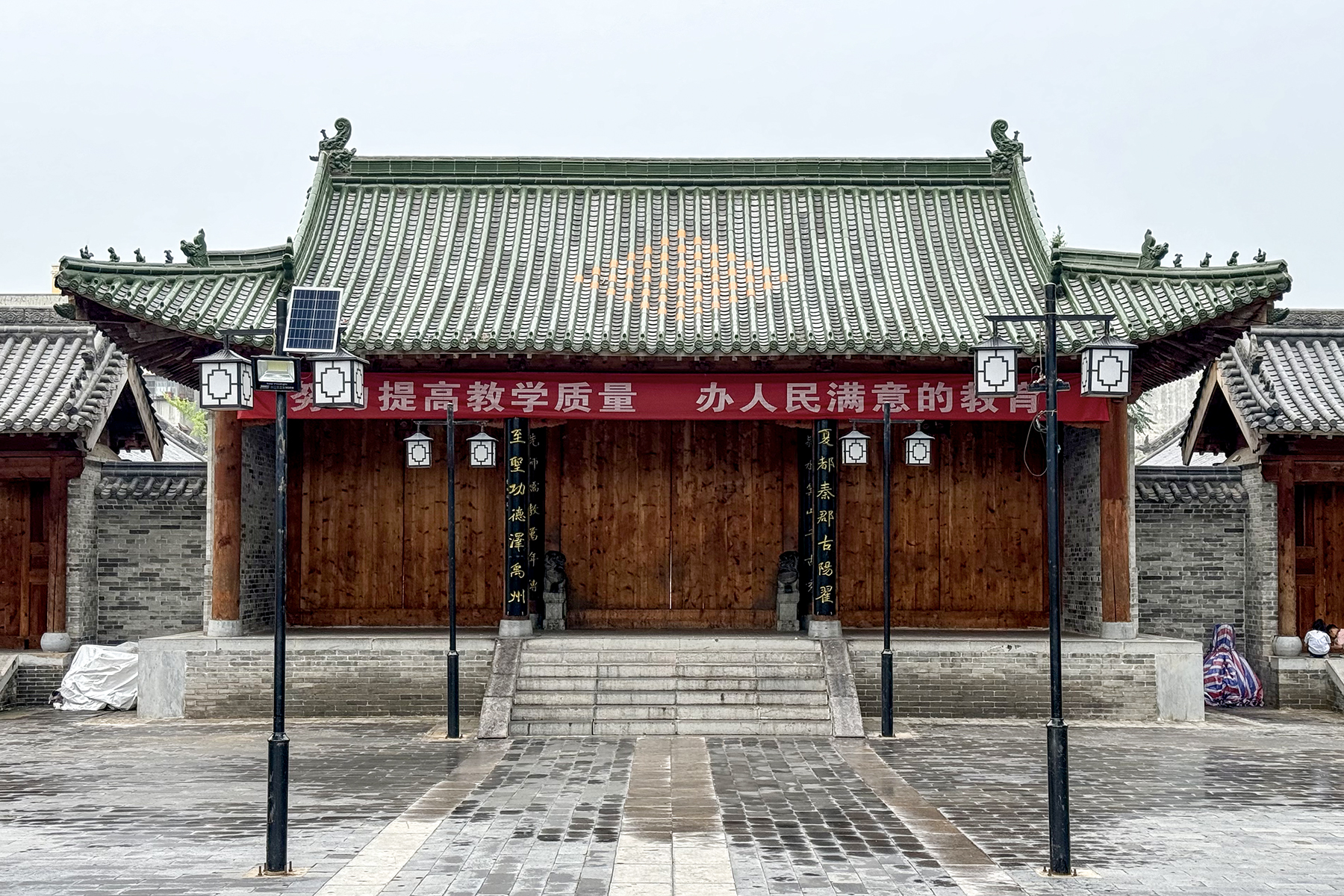
重建后的戟门
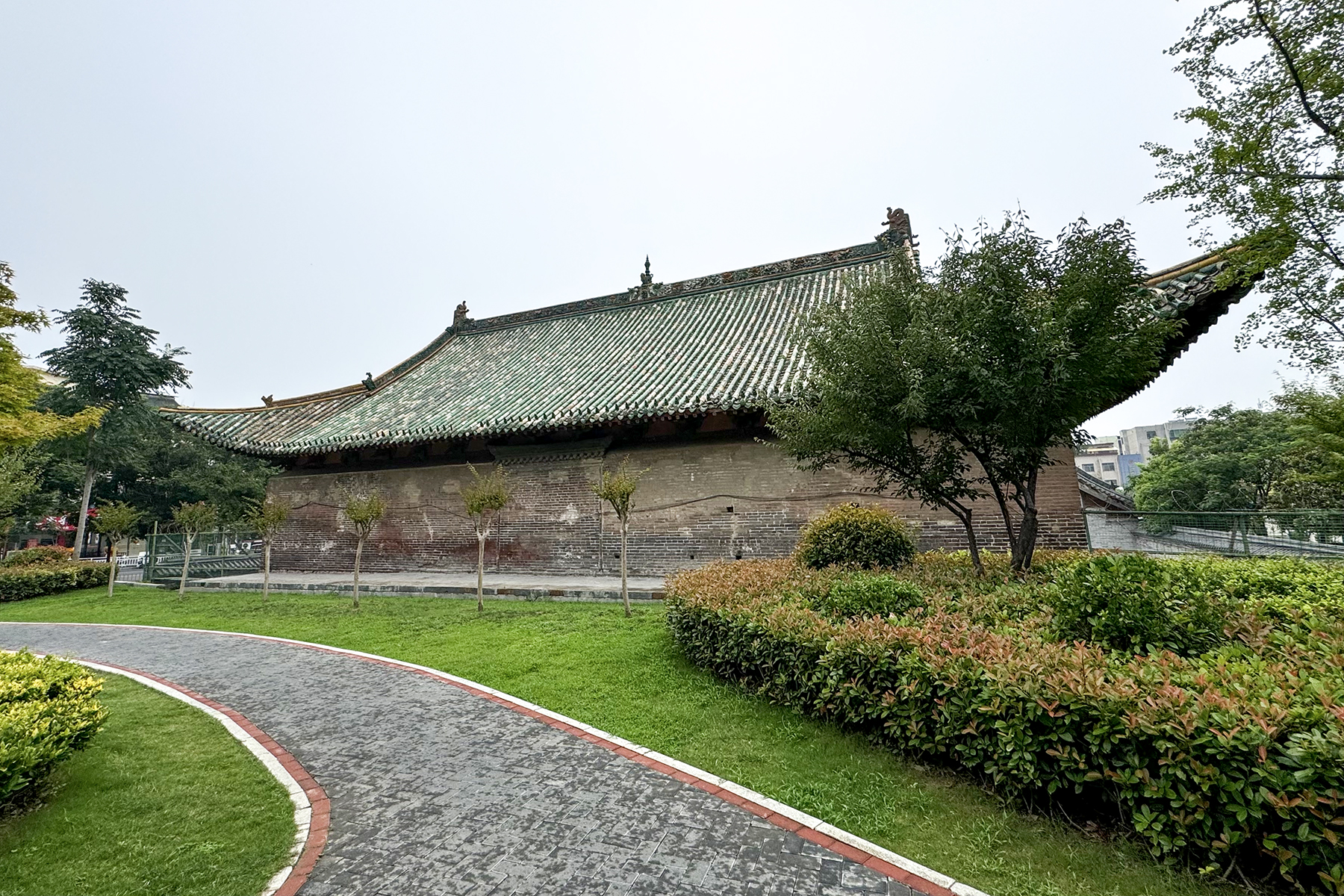
大成殿背面